# The Comet and Other Verses
The Comet and Other Verses – tomik wierszy amerykańskiego polityka i poety Irvinga Sidneya Dixa, opublikowany w 1910. Był on pierwszym z czterech zbiorków lirycznych tego autora. Zawiera dwadzieścia wierszy The Comet, Washington, The Storm, Jim, the Newsboy, March Wind Blow, The Rime of the Raftmen, A Child's Elegy, Dreaming of the Delaware, Norma, Plant a Tree, Maid of Shehawken, To the Delaware, Starlight Lake, An Inquiry, Twin Lake, The Man Who Swears, The Glen, Hope, Lines to Liars i Fooling.